# Johann Peter Pixis
Johann Peter Pixis (10 febbraio 1788 – 22 dicembre 1874) è stato un pianista e compositore tedesco.
Visse in Francia tra 1825 e 1845 in cui lavorò come pianista concertista. Nel 1845 si trasferì a Baden-Baden in cui insegnò pianoforte sino alla morte.
Tra i suoi molti lavori è importante segnalare la partecipazione alla composizione di Hexaméron che coinvolse sei compositori: la terza variazione del tema di Bellini è dello stesso Pixis.
Un precedente lavoro di gruppo, protrattosi dal 1819 al 1823, e nel quale furono coinvolti ben cinquantuno compositori, fu il Vaterländischer Künstlerverein, un'antologia di variazioni sul celebre valzer di Anton Diabelli, che comprende anche le importanti Variazioni Diabelli di Ludwig van Beethoven.